# Saito Katsuyuki
Katsuyuki Saito (sinh ngày 7 tháng 4 năm 1973) là một cầu thủ bóng đá người Nhật Bản.

## Sự nghiệp câu lạc bộ
Katsuyuki Saito đã từng chơi cho Vegalta Sendai.